# Nacimiento del Reino de Portugal
El nacimiento del Reino de Portugal se produjo en 1139 cuando el conde Alfonso Henríquez del Condado Portucalense comenzó a titularse «rey». La independencia del Reino de Portugal respecto del Reino de León se consolidó en 1179 cuando el papado reconoció a Alfonso Henríquez como rey en la bula Manifestis Probatum. A la pregunta de «¿a partir de qué momento se debe considerar que Portugal fue un Estado independiente?» José Hermano Saraiva responde: «Fue forjada a lo largo de un proceso que se desdobla en varias etapas, de las cuales las más importantes parecen haber sido el levantamiento de Afonso Henriques y la conquista del gobierno del condado, en 1128, la paz de Tui, de 1137, la conferencia de Zamora y el enfeudamiento con el papa en 1143, la desaparición del título de emperador con la muerte de Alfonso VII, en 1157, y por último la bula papal [Manifestis Probatum] de 1179, con el reconocimiento de la nueva monarquía por la Santa Sede».

## Del Condado Portucalense al Reino de Portugal

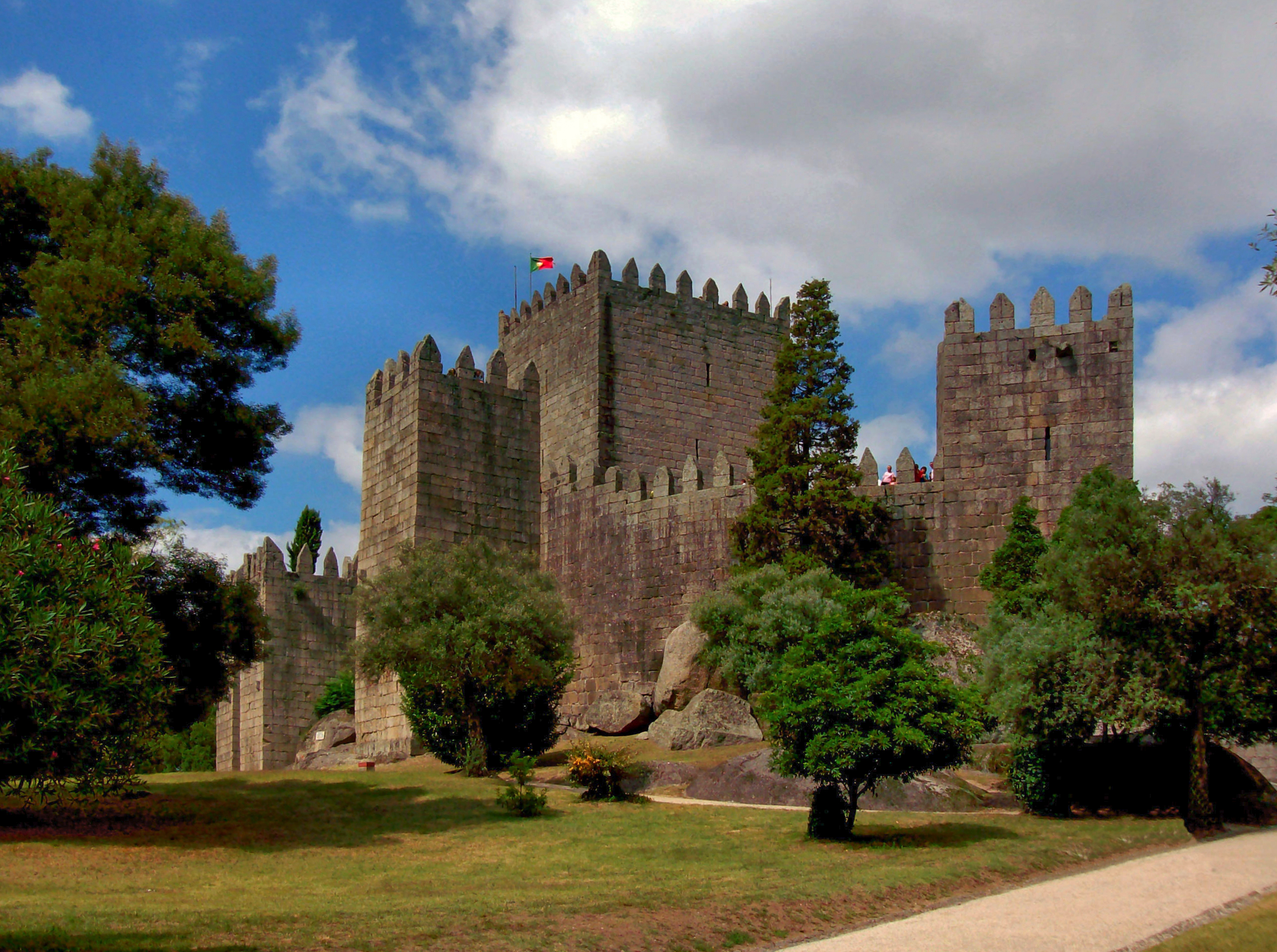
Castillo de Guimarães, ubicado donde se encontraba el antiguo castillo de madera y tierra que mandó construir la condesa Mumadona.

Las primeras referencias de la existencia de un condado Portucalense en el reino de León datan de finales del siglo IX. Sus límites eran muy imprecisos pero se cree que comprendía tierras en el río Miño y al sur del río Duero. Tomaba su nombre de la localidad de Portucale, situada cerca de la desembocadura del río Duero. Esta población había sido «restaurada» y poblada por el conde Vimara Peres a mediados del siglo IX. Una descendiente de este conde, la condesa Mumadona fundó un convento y el castillo de San Mamede alrededor del cual se formaría la ciudad de Guimaraes, la capital del condado. A Mumadona le sucedió su hijo Gonçalo Mendes con lo que el condado se convirtió en hereditario y los condes a partir de entonces gozaron de un cierto grado de independencia respecto del rey de León.
Entre 924 y 926, el infante Ramiro (hijo de Ordoño II de León) se hizo cargo, con título regio, de las tierras  entre el Miño y el Mondego, el norte de Portugal. Entre 926 y 928, extenderá sus dominios hasta el Tajo (Viseo y Coímbra). En 929, fallece su hermano Sancho y Ramiro es coronado rey de Galicia en Zamora. Por renuncia de su hermano Alfonso, es coronado rey de León en 931.
Más al sur nació el condado de Coímbra, siendo gobernado por una familia de nobles portucalenses, hasta que cayó de nuevo en poder de los árabes. Cuando Coímbra fue conquistada definitivamente por el rey de León Fernando I en 1063 o 1064, este entregó su gobierno al mozárabe Sesnando. Este casó a una hija suya con el conde de Portucale Nuno Mendes que murió en la revuelta que encabezó contra el rey García de Galicia. Sesnando gobernó hasta su muerte en 1091 y durante ese tiempo actuó como un «pequeño rey» sobre el territorio que iba desde el sur del Duero hasta las tierras al sur de Coímbra. A su muerte dejó al frente del condado a un yerno, «pero ya entonces la monarquía leonesa desarrollaba una política unificadora y se esforzaba en impedir las herencias condales».

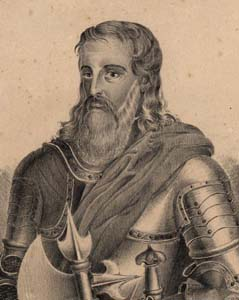
Enrique de Borgoña, que recibió el Condado Portucalense al casarse con Teresa de León, hija bastarda del rey Alfonso VI de Castilla y León.

Alfonso VI de León concedió el condado Portucalense, que comprendía tanto el primitivo condado de Portucale como el condado de Coímbra, al noble borgoñón Enrique de Borgoña, que se había casado con Teresa de León, una hija bastarda suya. Al mismo tiempo había cedido el reino de Galicia a Raimundo de Borgoña, casado con su hija legítima doña Urraca. «Es muy posible que estos nombramientos tuviesen la intención de refrenar las tendencias de autonomía más de una vez reveladas por estas regiones distantes, sustituyendo en ellas el gobierno de familias locales por miembros de la familia real. Pero, si ese era su objetivo, el futuro no lo confirmó; la unión de la región del norte con la del sur vino a ser un paso decisivo para la independencia portuguesa».
Tras la muerte de Enrique de Borgoña en 1112 el condado pasó a su esposa Teresa quien lo detentó en nombre de su hijo Alfonso Henriques que solo contaba con tres años de edad. Sin embargo, cuando este alcanzó la mayoría de edad Teresa no renunció al condado. Alfonso Henriques solo consiguió ser el nuevo conde tras alzarse en armas en 1128 y vencer al ejército de su madre en la batalla de San Mamede, junto al castillo de Guimaraes. Tras su victoria Alfonso dio pasos para proclamarse soberano independiente. El primero fue adoptar el título de «infante» y no el de conde ―un documento de abril de 1129 comenzaba así: «Yo, el Infante Alfonso, hijo del conde Enrique, libre ya de toda opresión y, por la providencia de Dios, en posesión pacífica de Coímbra y de todas la ciudades de Portugal…»―. El siguiente fue no acudir a la solemne ceremonia de coronación como Imperator totius Hispaniae del rey Alfonso VII que tuvo lugar en 1135 en la catedral de León. Dos años después Alfonso Henriques en la paz de Tui prometió al emperador Alfonso VII «fidelidad, seguridad e auxilio contra los enemigos», pero en 1139 comenzó a titularse «rey». Ese es el momento que se suele considerar como el del nacimiento del Reino de Portugal, aunque se duda de la exactitud de la fecha del documento en que aparece por primera vez ―antes de 1139 Alfonso Henriques, además de infante, también se había presentado como portugalensium princeps―. En ese mismo año de 1139, el 25 de julio día de Santiago, había tenido lugar la batalla de Ourique en la que Alfonso Henríques venció a un ejército musulmán y que se convertiría en un mito fundacional de la historia de Portugal y de su independencia —los cinco reyes moros derrotados aparecen representados en el escudo de Portugal en forma de cinco escudos azules dispuestos en cruz—.
Por iniciativa del legado pontificio, el cardenal Guido de Vico, en octubre de 1143 se reunieron en Zamora Alfonso Henríquez y Alfonso VII de León. Supuestamente en esa reunión se firmó el Tratado de Zamora por el que el rey leonés reconocía la independencia del reino de Portugal, pero en realidad, según José Hermano Saraiva, «no sabemos cómo sucedieron las cosas». De lo que sí tenemos certeza es de que en diciembre de ese mismo año Alfonso Henriques escribió una carta al papa en la que se nombraba «censual» [dependiente] de la Iglesia de Roma y en la que se declaraba a sí mismo «hombre y caballero del papa y de San Pedro, a condición de que la Santa Sede lo defendiese de cualquier otro poder eclesiástico o civil» —como reconocimiento de su dependencia Alfonso Henríquez se obligaba a pagar anualmente cuatro onzas de oro—. De esta forma Alfonso Henriques intentaba asegurar la independencia del nuevo reino. En 1179 Alfonso Henriques consiguió finalmente su propósito cuando el papado lo reconoció como rey en la bula Manifestis Probatum, ya que hasta ese momento en la correspondencia que habían mantenido Roma había evitado usar ese título. «La concesión fue arrancada por un regalo de mil monedas de oro, pero ciertamente no parece que tuviese mucha influencia en la consolidación de una independencia que ya entonces era un hecho consumado».

## Los seis primeros reyes de Portugal (1139-1279)

### Alfonso I (Afonso Henriques)

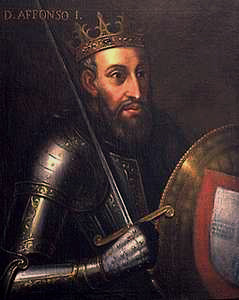
Alfonso Henríquez, primer rey de Portugal.

Alfonso Henríquez había logrado varias victorias sobre los musulmanes. A principios de su reinado, el fervor religioso que había sostenido a la dinastía Almorávide estaba decayendo; en Portugal los jefes musulmanes independientes gobernaban sobre ciudades y pequeños Taifas; en África los Almohades estaban destruyendo los restos del poder Almorávide. Alfonso ganó ventaja y logró invadir el Alentejo, reforzado por los templarios y los hospitalarios, cuyos cuarteles generales se encontraban en Tomar y Soure respectivamente. 
El 25 de julio de 1139 venció a las fuerzas musulmanas en la planicie de Ourique, Alentejo. La leyenda ha magnificado su victoria hasta decir que 200 mil musulmanes cayeron bajo las espadas de cinco reyes; pero pese a que la batalla había sido tan decisiva, en 1140 los musulmanes fueron capaces de llegar a la fortaleza de Leiría construida por Alfonso en 1135 como puesto de defensa de la ciudad de Coímbra, su capital. En 1140 los templarios fueron derrotados en Soure. Pero el 15 de marzo de 1148 Alfonso tomó la fortaleza de Santarém y al mismo tiempo, un grupo de cruzados en su viaje hasta Palestina arribaron a Oporto y fueron voluntarios del Asedio de Lisboa. Entre ellos había varios ingleses, alemanes y flamencos, que luego fueron inducidos a establecerse en Portugal. Ayudado por las fuerzas aliadas, Alfonso capturó Lisboa el 25 de octubre de 1147.
Esta fue la mayor victoria de su reinado. Las ciudades musulmanas de Palmela, Sintra y Almada capitularon enseguida y en 1158, Alcácer do Sal, uno de los puestos comerciales más importantes de los musulmanes fue conquistado. Durante este tiempo, se produjo el triunfo de los Almohades en el norte de África, invadiendo la Península, donde se toparon con la Reconquista portuguesa y lograron recuperar territorios, pese a que algunos grupos de cruzados se habían establecido en localidades alentejanas. Uno de los colonos más importantes fue Gerardo Sempavor ("Gerardo sin miedo"), que capturó Évora en 1165. 
En 1171 Alfonso terminó una tregua de 7 años con los musulmanes; debilitado por su edad, no pudo seguir llevando las riendas de su país y delegó el cargo de comandante en jefe del ejército en su hijo Sancho. Entre 1179 y 1184 los musulmanes recuperaron muchas de sus pérdidas en el Alentejo, pero fueron incapaces de recuperar Santarém y Lisboa. En 1179, a través de la bula papal Manifestis Probatum, el papa Alejandro III reconoció a Portugal como una nación independiente y Alfonso y sus herederos como sus reyes. Alfonso murió el 6 de diciembre de 1185. Había asegurado Portugal, con el estatus y el nombre de un reino independiente, y había extendido su frontera hacia el sur desde Mondego hasta el Tajo. Además había creado la armada portuguesa y había reforzado, si es que no lo hubiera inaugurado, el sistema de cooperación entre la Corona y las órdenes militares que más tarde brindaron un extraordinario servicio al desarrollo marítimo y económico de la nación.

### Sancho I
Sancho I continuó la guerra contra los musulmanes con periodos de victorias y de derrotas. En 1189 conquistó Silves la capital del Algarve de la época; en 1192 no sólo perdió el Algarve sino también grandes partes del Alentejo incluyendo Alcácer do Sal, que recuperaron los Almohades. Terminaría por firmar una tregua.
Durante los ocho siguientes años, Sancho se enfrentaría a Alfonso IX. Los motivos de estas hostilidades son oscuros. Terminó en 1201 y la última década del reinado de Sancho fue un periodo de paz y repoblación, motivo por el cual el rey recibió el sobrenombre de el repoblador. 
Otorgó Cartas Pueblas a varias ciudades, legalizando el sistema de autonomía que los romanos habían transmitido a los visigodos y estos a los musulmanes, que en ocasiones habían mantenido y en otras no. Lisboa ya había recibido un fuero por parte de Alfonso I en 1179. Sancho se preocupó de atraer a inmigrantes y fomentar la agricultura garantizando tierras a las órdenes militares y municipios, regalándoles propiedades y derechos de cultivo. Cerca del fin de su reinado se vio envuelto en una disputa con el Inocencio III. Él había insistido en que los curas deberían acompañar a sus tropas en la batalla, que debían estar sometidos a la jurisdicción secular además de haber rechazado pagar un canon a Roma e incluso haber reclamado territorios eclesiásticos. Finalmente tuvo una disputa con Martinho Rodrigues, el impopular obispo de Oporto, que fue asediado durante cinco meses en su palacio y forzado a exigir reparaciones a Roma (1290). Cuando Sancho se encontraba enfermo y no tenía forma de resistirse a la presión papal, en 1210 accedió a una sumisión total. Repartió sus territorios entre sus hijos e hijas y se retiró al Monasterio de Alcobaza donde murió en 1211.

### Alfonso II
El reinado de Alfonso II ("el gordo") es conocido por ser el primero en que se reunieron las Cortes portuguesas, a las cuales acudía la alta jerarquía de la Iglesia y los nobles (hidalgos y ricoshombres) cuya labor era la de aconsejar al rey. El rey (1211-1223) no era guerrero, pero en 1212 un contingente portugués aliado a Castilla venció a los musulmanes en la Batalla de las Navas de Tolosa, y el 1217 los ministros, obispos y capitanes, reforzados por cruzados, recuperaron Alcácer do Sal.
Alfonso II repudió el deseo de su padre, e intentó someter a los estados dejados a sus hermanos, que se marcharon al exilio y sólo devolvió las propiedades a sus hermanas tras una guerra civil prolongada en la cual Alfonso IX de León tomó parte en contra de él. Sus intentos por reforzar la monarquía y la hacienda real a cargo de la Iglesia provocaron su excomunión, dada por el Papa Honorio III y Portugal se mantuvo bajo un interdicto hasta la muerte del rey en 1223.

### Sancho II
Sancho II le sucedió cuando contaba con trece años de edad. Para asegurar la eliminación del edicto, los hombres de Estado que habían dirigido el país durante el reinado del rey anterior, dimitieron de sus puestos. Estêvão Soares, arzobispo de Braga, se colocó como cabeza de los nobles y eclesiásticos que intentaban usurpar el poder real durante la minoría de edad de Sancho II, negociando una alianza con Alfonso IX de León, a través de la cual los Portugueses debían atacar Elvas y los leoneses Badajoz. 
Elvas fue tomada a los musulmanes en 1226 y en 1227 Sancho asumió el control del reino. Continuó la cruzada contra los musulmanes, que fueron expulsados de sus últimos reductos en el Alentejo y entre 1239 y 1244, tras una disputa con Roma, que de nuevo terminaría en un interdicto y la sumisión del rey portugués, ganó varias batallas en el Algarve. Pero sus conquistas fueron cortadas por una revolución cuyo pretexto era su matrimonio con una castellana, Mecia López. 
La legitimidad de la unión fue cuestionada, sobre la base de datos insuficientes; pero de la impopularidad no hay dudas. Los obispos, resentidos por el aprecio de Sancho a los ministros anticlericales de su padre, tomaron ventaja de su impopularidad para organizar la rebelión. Alfonso, el hermano de Sancho se convirtió en su líder, que había adquirido el título de Conde de Boulogne por su matrimonio con la condesa Matilda. El papa dictó una bula a favor de Alfonso, quien llegaría a Lisboa en 1246; y tras una guerra civil de dos años Sancho II se retiró a Toledo donde murió en enero de 1248.

### Alfonso III

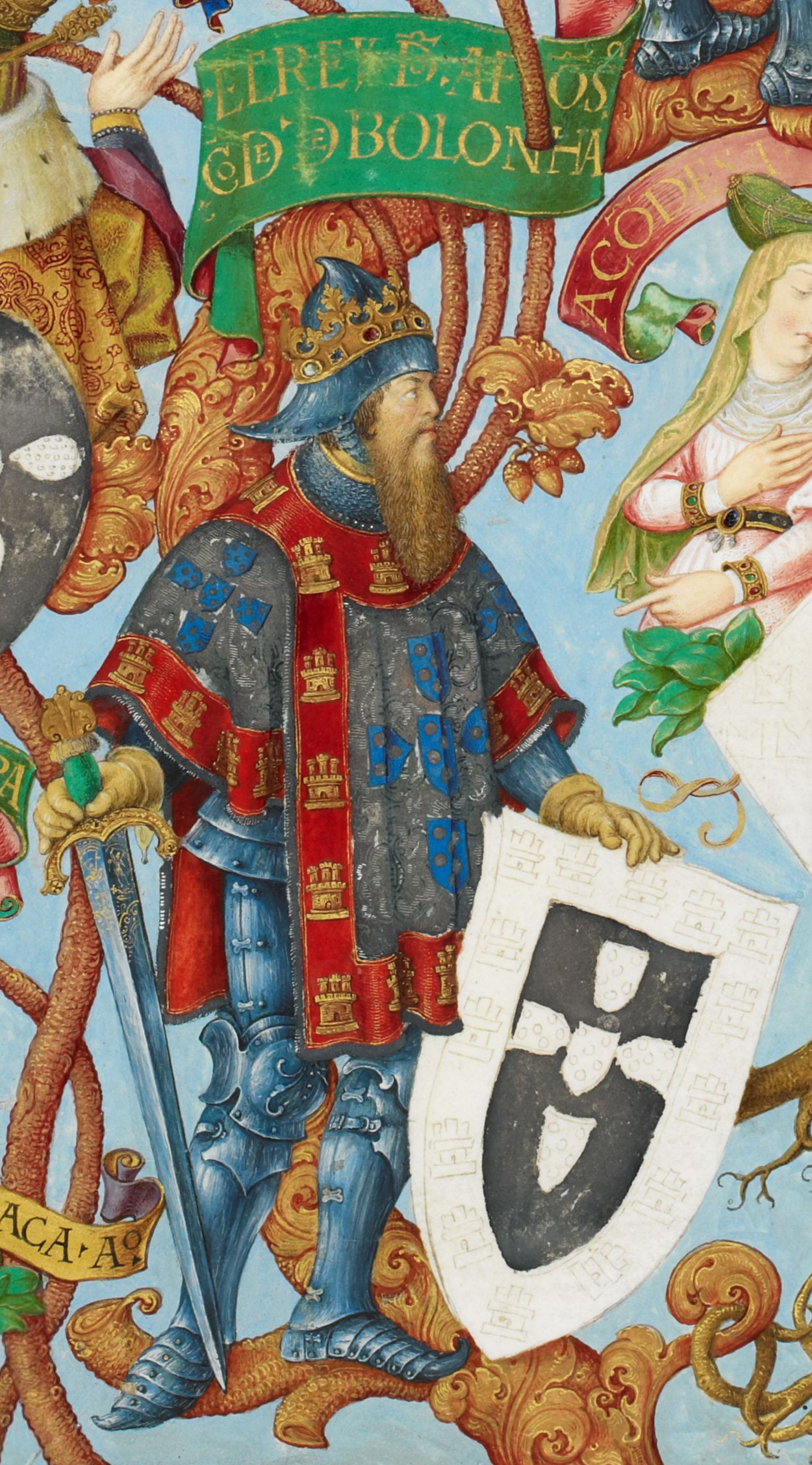
Alfonso III de Portugal.

Uno de los primeros actos del nuevo rey y de los más importantes fue abandonar los títulos semieclesiásticos de visitador o curador del reino y proclamarse rey. Hasta esa época, la posición de la monarquía era precaria; Mientras que en Aragón la nobleza y el clero habían ejercido un gran control sobre su rey nominal, el nuevo rey quería afianzar el papel del monarca y su posición por encima de sus súbditos. Esto marcó un paso definitivo en la evolución de la monarquía nacional y el gobierno centralizado. 
Un segundo paso se dio justo después del final de la conquista del Algarve, el último reducto de los musulmanes. Esto trajo problemas con Alfonso X el cual consideraba que el Algarve debía ser un estado feudal de Castilla. La guerra que se llevó a cabo terminó con la aceptación de Alfonso III de Beatriz de Guzmán, hija ilegítima de Alfonso X, como esposa y mantener el Algarve como feudo de Castilla. La celebración de su matrimonio, mientras Matilda, la condesa de Boulogne y primera mujer de Alfonso III seguía viva, supuso la imposición de un interdicto sobre el reino. En 1254, Alfonso III convocó cortes en Leiría en las cuales participaron por primera vez las ciudades en igualdad de condiciones que el clero y la nobleza.
Reforzado por el apoyo de las cortes al rey, rehusó someterse a Roma. Durante las Cortes de Coímbra de 1261, mejoró su posición debido a la conciliación de los representantes de las ciudades, que denunciaron el uso de una moneda devaluada y reconociendo que los impuestos no se podían poder sin la aprobación de las Cortes. El clero sufrió mucho durante el interdicto y en 1262 Urbano IV legalizó el matrimonio en disputa y legitimó a Dionisio, el hijo mayor del rey. Esto dio fin a la lucha por la supremacía entre la Iglesia y la Corona. 
La monarquía logró su triunfo en el campeonato de intereses nacionales, al recibir el apoyo de los municipios y las órdenes militares y el prestigio ganado por los ejércitos en las guerras con los musulmanes y con Castilla. En 1263 Alfonso X renunció a su petición de gobernar sobre el Algarve, y fue ahí cuando Portugal alcanzó los límites que mantiene hoy en día, logrando su completa independencia. Lisboa fue reconocida como la capital. Alfonso III continuó reinando hasta su muerte en 1279, pero la paz de sus últimos años fue rota por la rebelión que tuvo lugar bajo el reinado de Dionisio I.

### Dionisio I (D.Dinis)
Fue el sexto rey de Portugal, subiendo al trono con 17 años. A lo largo de sus 46 de reinado, fue uno de los responsables de la creación de la identidad nacional portuguesa y el crecimiento de la consciencia de un país Estado/Nación. Por el lado materno, descendía de importantes personalidades como Alfonso X el Sabio, su abuelo, o de Enrique II de Inglaterra. En 1297, después de la finalización de la conquista de los territorios hasta el Algarve llevada a cabo por su padre, definió las fronteras portuguesas y firmó el Tratado de Alcañices con Fernando IV de Castilla. Con este tratado consiguió que Portugal fuera una de las fronteras más antiguas de Europa. 
Fue apodado "el trovador" o "rey poeta" en Portugal, por haber sido el precursor de las cantigas de amigo, amor y escarnio de la lírica medieval portuguesa, impulsó la traducción al portugués de muchos tratados de su abuelo, organizó y redactó los dominios administrativos territoriales y fue responsable de la creación de la primera universidad portuguesa en Coímbra en 1308.